# Cayetana Álvarez de Toledo
Pour les articles homonymes, voir Álvarez et Toledo.
Cayetana Álvarez de Toledo y Peralta-Ramos, née le 15 octobre 1974, 14e marquise de Casa Fuerte, est une journaliste et femme politique espagnole, membre du Parti populaire (PP).

## Biographie
Elle est née à Madrid, d'un père français et une mère argentine. Elle possède, en plus de la nationalité espagnole, les nationalités française et argentine.
Elle est la fille de Juan Illán Álvarez de Toledo y Giraud, 12e marquis de Casa Fuerte, qui combattit dans les rangs de la Résistance française durant la Seconde Guerre mondiale, et de Patricia Peralta-Ramos y Madero. Elle passe sa jeunesse entre le Royaume-Uni et Buenos Aires, et a déclaré: « C'est moi qui ai décidé d'être espagnole ».
Elle appartient à la maison d'Álvarez de Toledo, étant descendante, par ligne agnatique, de Fadrique Álvarez de Toledo y Enríquez, 2e duc d'Alba de Tormes, 2e marquis de Coria, 2e comte de Salvatierra de Tormes, premier comte de Piedrahita, 6e seigneur de Valdecorneja, grand d'Espagne, qui accompagna le roi Charles Quint dans les campagnes de Flandre, d'Allemagne et d'Italie et des ducs de Bivona.
Par ligne cognatique, elle descend de l'un des présents lors de la fondation de la ville de Córdoba le 6 juillet 1572, Blas de Peralta et également du fondateur de la ville de Mar del Plata, Patricio Peralta Ramos, et de Francisco Bernabé Madero, fondateur de la ville de Maipú.
En 2000, elle rejoint la rédaction du quotidien El Mundo. Elle intervient aussi dans l'émission de radio de Federico Jiménez Losantos sur la chaîne COPE.
En 2006, elle est nommée responsable du cabinet d'Ángel Acebes qui est alors secrétaire général du Partido Popular.
En 2008, elle devient députée du Parlement espagnol. Elle renouvelle son mandat lors des élections de 2011. Elle hérite en 2013 du titre de son père à la mort de celui-ci.
En 2015, elle annonce qu'elle ne souhaite pas se présenter aux élections en raison de désaccords avec la politique de Mariano Rajoy.
Elle reprend sa carrière de journaliste au quotidien El Mundo.
Le 8 mars 2018, elle critique dans un article d'opinion la grève féministe qui a lieu le même jour.
Le 28 avril 2019, elle est élue députée aux élections générales espagnoles comme tête de liste du Parti Populaire dans la circonscription de Barcelone. Elle s'oppose au séparatisme catalan. Le 30 juillet suivant, elle est nommée porte-parole du groupe populaire au Congrès des députés. Elle est destituée de cette fonction le 17 août 2020 par Pablo Casado, le président du parti, en raison de désaccords avec lui.

## Livres
- Politics and Reform in Spain and Viceregal Mexico: The Life and Thought of Juan De Palafox 1600-1659, Oxford University Press, 2004.
- Juan de Palafox: Obispo y Virrey, Centro de Estudios Europa Hispánica / Marcial Pons, Ediciones de Historia, Madrid, (préface de John Elliott; traduction de M. Bacells et J. C. Bayo), 2011.